# Eriek Verpale
Eriek Verpale (Eric Verpaele pour l'état civil) est un écrivain belge d'expression néerlandaise né à Zelzate le 2 février 1952 et décédé à Ertvelde le 10 août 2015.

## Œuvres
- 1975 - De rabbi en andere verhalen
- 1975 - Polder- & andere gedichten
- 1976 - Voor een simpel ogenblik maar...
- 1979 - Een meisje uit Odessa
- 1980 - Op de trappen van Algiers
- 1990 - Alles in het klein (prix littéraire NCR 1992)
- 1992 - Onder vier ogen. Siamees dagboek (écrit avec Luuk Gruwez)
- 1993 - Olivetti 82
- 1994 - Nachten van Beiroet
- 1995 - De patatten zijn geschild
- 1996 - Grasland
- 1997 - Gitta
- 1998 - Tatjana (adaptation théâtrale d'Eugène Onéguine de Pouchkine)
- 2000 - Katse nachten
- 2000 - Welbesteekt
- 2001 - Voor U geknipt

## Traductions françaises
- Olivetti 82 (trad. Danielle Losman), éditions Lansman, coll. « Théâtre contemporain flamand et néerlandais », Carnières-Morlanwelz, 1996